# Gormiti che miti (singolo)
Gormiti che miti è il terzo singolo di Giorgio Vanni, pubblicato il 17 ottobre 2008.

## La canzone
Scritto da Alessandra Valeri Manera insieme a Max Longhi e Giorgio Vanni su musica di questi ultimi due, Gormiti che miti è la sigla del cartone animato omonimo.

## Tracce
Download digitale
Testi di Alessandra Valeri Manera, Max Longhi e Giorgio Vanni, musiche di Max Longhi e Giorgio Vanni.
1. Giorgio Vanni – Gormiti che miti – 3:21

## Video musicale
Come ogni altra sigla italiana pubblicata sulle reti Mediaset, il video è un insieme di immagini provenienti dal cartone animato.

## Formazione
- Max Longhi – tastiera, programmazione, produzione e arrangiamento
- Giorgio Vanni – voce, chitarre, produzione e arrangiamento
- Fabio Gargiulo – chitarre, registrazione e mixing al Lova Studio (MI)
- Vera Quarleri – cori
- Marco Gallo – cori
- Angelo Albani – cori